# Fischhaus (Schillingsfürst)
Fischhaus ist ein Gemeindeteil der Stadt Schillingsfürst im Landkreis Ansbach (Mittelfranken, Bayern). Fischhaus liegt in der Gemarkung Schillingsfürst.

## Geografie
Unmittelbar östlich der Einöde gibt es einen See, der als Badesee genutzt werden kann. Dort entspringt der Ölmühlgraben, ein linker Zufluss der Wörnitz. Die Kreisstraße AN 35 führt nach Dombühl (2,5 km südöstlich) bzw. zur Staatsstraße 2246 bei Schillingsfürst (0,8 km nordwestlich). Eine Gemeindeverbindungsstraße führt zur Oelmühle (0,5 km westlich).

## Geschichte
Mit dem Gemeindeedikt (frühes 19. Jahrhundert) wurde Fischhaus dem Steuerdistrikt und der Munizipalgemeinde Schillingsfürst zugeordnet.

## Einwohnerentwicklung
| Jahr      | 001818 | 001840 | 001861 | 001871 | 001885 | 001900 | 001925 | 001950 | 001961 | 001970 | 001987 |
| Einwohner | 6      | 3      | 4      | 6      | 7      | 9      | 0      | 4      | 3      | 4      | 4      |
| Häuser    | 1      | 1      |        |        | 1      | 1      | 1      | 1      | 1      |        | 2      |
| Quelle    | [ 7 ]  | [ 8 ]  | [ 9 ]  | [ 10 ] | [ 11 ] | [ 12 ] | [ 13 ] | [ 14 ] | [ 15 ] | [ 16 ] | [ 1 ]  |

## Religion
Der Ort ist evangelisch-lutherisch geprägt und bis heute nach St. Kilian (Schillingsfürst) gepfarrt. Die Einwohner römisch-katholischer Konfession sind nach Kreuzerhöhung (Schillingsfürst) gepfarrt.